# 25-я моторизованная дивизия (вермахт)
25-я моторизованная дивизия (нем. 25. Infanterie-Division (mot.)) — тактическое соединение сухопутных войск нацистской Германии. Принимала участие во Второй мировой войне.

## История
25-я дивизия формировалась преимущественно из баварцев и швабов. Участвовала в польской кампании вермахта и вторжении во Францию. В конце 1940 года преобразована в 25-ю моторизованную дивизию.
Участвовала также во вторжении в Советский Союз в 1941 году, относясь к 3-му моторизованному корпусу 1-й танковой группы. В сентябре — октябре участвовала в боях против советских войск Юго-Западного фронта.
В июне 1943 года переименована в 25-ю танково-гренадерскую дивизию. Была уничтожена через год во время обороны Минска, остатки выживших солдат бежали в Миелау, где были переформированы в 107-ю танковую бригаду. В ноябре 1944 года подразделение получило статус дивизии и в Баумхольдере было вновь восстановлено до 25-й моторизованной (танково-гренадерской) дивизии.
Дивизия участвовала в дальнейшем в боях на территории Франции, Германии и Люксембурга (в частности, в Бад-Зерке), ведя оборонительные бои с американской 3-й армией. Позднее дивизия отступила к линии Мажино, к Бишу, присоединившись к 13-му армейскому корпусу СС под командованием обергруппенфюрера СС Макса Зимона. После начала Арденнского контрнаступления была переброшена к Цвайбрюккену и начала наступление по плану «Нордвинд». Атака дивизий даже при поддержке 89-го и 90-го армейских корпусов с 21-й танковой дивизией провалилась: американская 7-я армия и французская 1-я армия сорвали атаку. Дивизия экстренно была переброшена на Восточный фронт и защищала Берлин в боях с частями Красной Армии. Большинство солдат дивизии после взятия Берлина бежали на Запад, где и сдались союзным войскам.

## Командиры дивизии
- Генерал-майор Хуберт Шаллер-Калиде (1 апреля — 6 октября 1936)
- Генерал-лейтенант Христиан Хансен (6 октября 1936 — 15 октября 1939)
- Генерал-лейтенант Эрих Клёсснер (15 октября 1939 — 15 января 1942)
- Генерал-майор Зигфрид Хенрици (15 января — 4 февраля 1942)
- Генерал-лейтенант Антон Грассер (4 февраля 1942 — 5 ноября 1943)
- Генерал-майор Фриц Бенике (5 ноября 1943 — 4 марта 1944)
- Генерал-лейтенант Пауль Шюрманн (4 марта 1944 — 10 февраля 1945)
- Генерал-майор Арнольд Бурмайстер (10 февраля — 8 мая 1945)

## Состав
| - 13-й пехотный полк (Infanterie-Regiment 13), в октябре 1940 преобразован в 13-й горнопехотный полк и передан в 4-ю горнопехотную дивизию - 35-й пехотный полк (Infanterie-Regiment 35) - 119-й пехотный полк (Infanterie-Regiment 119) - 25-й артиллерийский полк (Artillerie-Regiment 25) - до декабря 1939 года — 25-й батальон АИР (Beobachtungs-Abteilung 25) - 25-й дивизион ПТО (Panzerabwehr-Abteilung 25) - 25-й разведывательный батальон (Aufklärungs-Abteilung 25) - 25-й батальон связи (Nachrichten-Abteilung 25) - 25-й сапёрный батальон (Pionier-Bataillon 25) - 25-й запасной батальон (Feldersatz-Bataillon 25) - войска подчинявшиеся командиру снабжения 25-й пехотной дивизии | - 35-й моторизованный полк (Infanterie-Regiment 35 (mot)) - 119-й моторизованный полк (Infanterie-Regiment 119 (mot)) - 25-й артиллерийский полк (Artillerie-Regiment 25 (mot.)) - 25-й противотанковый дивизион - 25-й разведывательный батальон (Aufklärungs-Abteilung 25 (mot.)) - 25-й мотоциклетный батальон (Kradschützen-Bataillon 25) - 25-й сапёрный батальон (Pionier-Bataillon 25 (mot.)) - 25-й батальон связи (Nachrichten-Abteilung 25 (mot.)) - 25-й запасной батальон - войска подчинявшиеся командиру снабжения 25-й моторизированной дивизии (Infanterie-Divisions-Nachschubführer 25 (mot.)) |

### Сентябрь 1943
- Штаб дивизии
- 35-й моторизованный полк (Panzergrenadier-Regiment 35)
- 119-й моторизованный полк (Panzergrenadier-Regiment 119)
- 8-й танковый батальон (Panzer-Bataillon 5)
- 25-й артиллерийский полк
- 125-й противотанковый дивизион (Panzerjäger-Bataillon 125)
- 125-й разведывательный батальон (Panzeraufklärungs-Bataillon 125)
- 25-й батальон связи
- 25-й сапёрный батальон
- 25-й запасной батальон
- части снабжения 25-й механизированной дивизии (Versorgungseinheiten 25)

## Награждённые Рыцарским крестом Железного креста (30)
- Антон Грассер, 16.06.1940 — оберстлейтенант, командир 119-го пехотного полка
- Эберхард Родт, 25.06.1940 — оберстлейтенант, командир 25-го разведывательного батальона
- Эрих Клёсснер, 29.09.1940 — генерал-лейтенант, командир 25-й пехотной дивизии
- Отто Шмидт-Хартунг, 29.06.1940 — полковник, командир 35-го пехотного полка
- Вильгельм Вестерманн, 15.09.1941 — лейтенант, командир взвода 1-й роты 25-го мотоциклетного батальона
- Герман Шульте-Хойтхауз, 23.01.1942 — оберстлейтенант, командир 25-го мотоциклетного батальона
- Хуго Роос, 11.09.1942 — капитан, командир 11-й роты 119-го моторизованного полка
- Штефан Маурер, 16.08.1943 — обер-фельдфебель, командир взвода 8-й роты 35-го моторизованного полка
- Вильгельм Глазер, 17.08.1943 — обер-лейтенант резерва, командир взвода 3-го батальона 35-го моторизованного полка
- Карл Нестле, 17.08.1943 — фельдфебель, командир взвода 7-й роты 35-го моторизованного полка
- Гансйорг Хаузер, 17.08.1943 — капитан, командир 2-го батальона 35-го моторизованного полка
- Роберт Фогель, 26.08.1943 — фельдфебель, командир взвода 7-й роты 119-го моторизованного полка
- Вольфганг Видеманн, 10.09.1943 — капитан, командир 125-го разведывательного батальона
- Людвиг Франц, 08.10.1943 — капитан резерва, командир 1-го батальона 35-го моторизованного полка
- Георг Нагенгаст, 28.11.1943 — майор, командир 2-го батальона 119-го моторизованного полка
- Йозеф Реттемайер, 05.12.1943 — капитан, командир 5-го танкового батальона
- Ганс Бартле, 19.12.1943 — обер-лейтенант резерва, командир 7-й роты 119-го моторизованного полка
- Хайнц-Георг Беренс, 12.03.1944 — лейтенант резерва, заместитель командира 3-й роты 5-го танкового батальона
- Йоханнес Гриммингер, 23.08.1944 — капитан резерва, командир 25-го запасного батальона
- Пауль Шюрманн, 02.09.1944 — генерал-майор, командир 25-й моторизованной дивизии
- Арнольд Бурмайстер, 14.01.1945 — генерал-майор, командир 25-й моторизованной дивизии
- Вильгельм Масса, 21.01.1945 — обер-лейтенант резерва, командир 5-й роты 35-го моторизованного полка
- Фридрих Шварц, 21.01.1945 — обер-лейтенант резерва, командир 3-й роты 35-го моторизованного полка
- Вилли Виланд, 25.01.1945 — унтер-офицер, командир взвода 11-й роты 35-го моторизованного полка
- Ганс-Йорг Киммих, 25.01.1945 — капитан, полковой адъютант 119-го моторизованного полка
- Мартин Векенманн, 05.02.1945 — обер-лейтенант резерва, командир 1-го батальона 35-го моторизованного полка
- Курт Арендт, 24.02.1945 — капитан, командир 5-го танкового батальона
- Людвиг Зимон, 05.03.1945 — лейтенант резерва, командир 2-й роты 35-го моторизованного полка
- Таддеус Мюнст, 14.04.1945 — унтер-офицер, командир подразделения 1-й роты 125-го танкового разведывательного батальона
- Хорст Гизе, 17.04.1945 — лейтенант, командир 2-й роты 5-го танкового батальона

### Рыцарский Крест Железного креста с Дубовыми листьями (3)
- Антон Грассер (№ 344), 05.12.1943 — генерал-лейтенант, командир 25-й моторизованной дивизии
- Йозеф Реттемайер (№ 425), 13.03.1944 — капитан, командир 5-го танкового батальона
- Карл Прёлль (№ 715), 25.01.1945 — оберстлейтенант, командир 35-го моторизованного полка